# Сын шейха
«Сын шейха» (англ. The Son of the Sheik) — немая приключенческая драма 1926 года режиссера Джорджа Фицимориса с Рудольфом Валентино и Вильмой Банки в главных ролях. В основе фильма лежит любовный роман Эдит Мод Халл «Сыны шейха» 1925 года и является продолжением популярного фильма «Шейх» 1921 года, в котором также играет Рудольф Валентино. «Сын шейха» — последний фильм Валентино, который вышел в прокат почти через две недели после его смерти от перитонита в возрасте 31 года.
В 2003 году фильм был отобран Библиотекой Конгресса для сохранения в Национальном реестре фильмов Соединенных Штатов как культурно, исторически или эстетически значимый.

## Сюжет

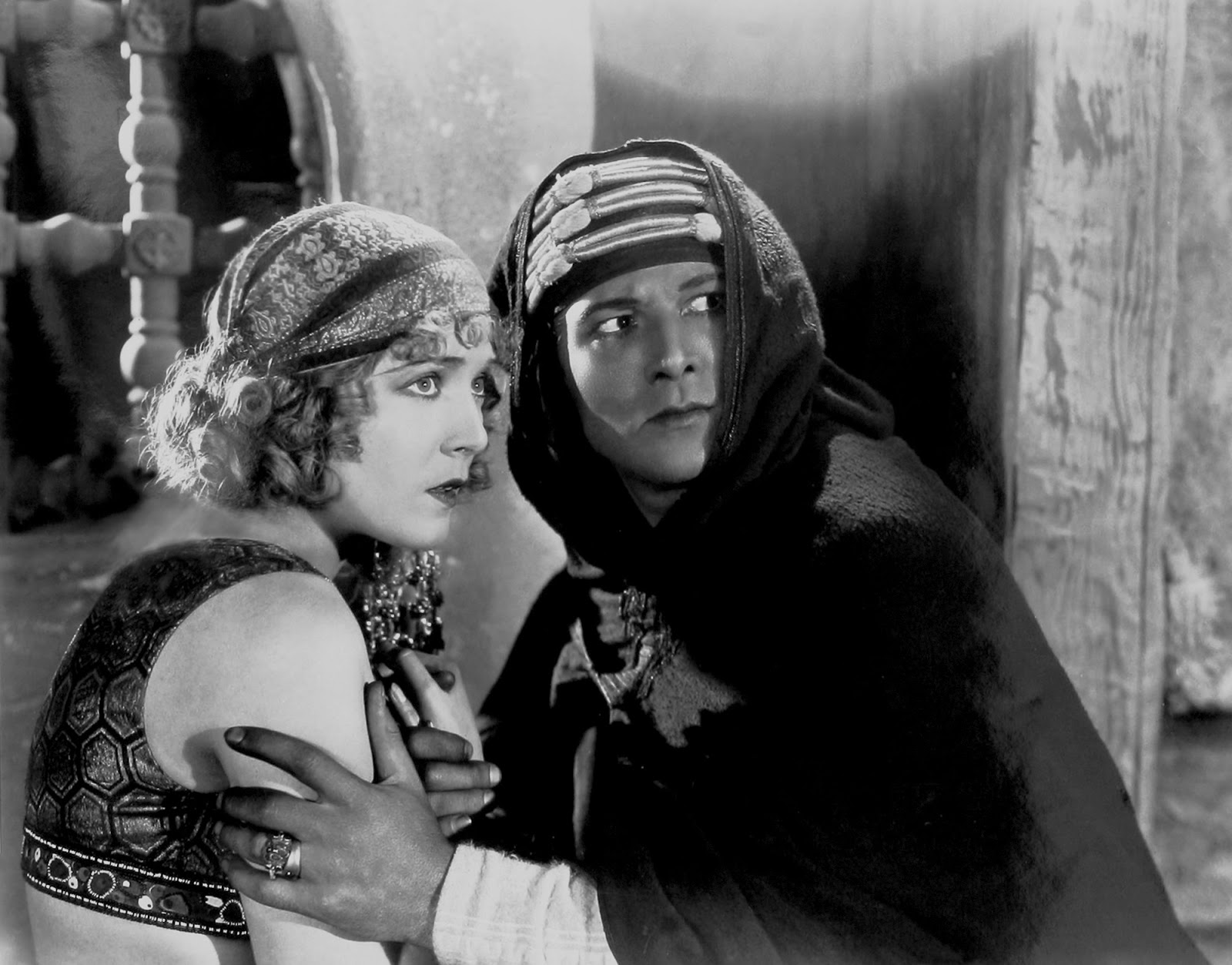
Рудольф Валентино и Вильма Банки

Сын шейха Ахмед влюбляется в танцовщицу Жасмин. В ночь, когда Ахмед приходит к Жасмин на свидание, его похищает с целью получить выкуп её отец-француз, предводитель разбойничьей банды. Выбравшись на свободу, Ахмед — будучи уверен, что девушка была в сговоре с отцом — умыкает Жасмин в шатер, разбитый посреди пустыни, и подчиняет своей воле.
Позднее ему становится известно, что предательство совершила не Жасмин, а некто Габа, которому была обещана его возлюбленная. В конце концов Ахмед одерживает победу в схватке с бандитами, а Жасмин прощает его за грубое обращение и воссоединяется с ним.

## Интересные факты
- Премьера фильма состоялась 5 сентября 1926 года, спустя две недели после смерти Рудольфа Валентино от перитонита.
- Валентино лично выбрал себе в партнерши свою любовницу, актрису Вильму Банки.
- В 2003 году фильм был включен в Национальный регистр Библиотеки конгресса.

## В ролях
- Рудольф Валентино — Ахмед, сын шейха
- Вильма Банки — Жасмин
- Агнес Эйрс — Диана, жена шейха
- Монтегю Лав — Габа
- Карл Дейн — Рамадан